# British Rail 11 sorozat
A British Rail 11 sorozat (korábban British Rail D3/8 sorozat) háromtengelyes dízel-villamos tolatómozdony-sorozat, melyet a Derby Works és a Darlington Works gyártott 1945 és 1952 között, összesen 120 példányban. A típus az 1934 és 1935 között az English Electric által a London, Midland and Scottish Railway számára gyártott 7069–7079 pályaszámú mozdonyokon alapul.

## Áttekintés

### Pályaszámozás
A második világháború alatt legyártottak egy húsz mozdonyból álló kezdeti tételt, amelyből tizennégyet a hadügyminisztérium számára építettek, és ezek közül az első tíz (70260–70269) a háború után NS 501–510 pályaszámon a Nederlandse Spoorwegenhez került. A 7120–7126 pályaszámú mozdonyok a London, Midland and Scottish Railway (LMS) állományába kerültek, amely után egy további tételt is gyártattak, ebből a 7129 volt az utolsó LMS-nek gyártott dízel tolatómozdony. A British Railways (BR) 1948-tól 1952-ig folytatta a sorozat gyártását, az M7130–M7131 és a 12045–12138 pályaszámokat használva. A 7120–7129 és az M7130–M7131 pályaszámú mozdonyok a British Railwaysnél a 12033–12044 számokat kapták. A BR 12033–12138 pályaszámú gépei alkották a későbbi 11-es sorozatot. A 12102-es pályaszámig az LMS/BR Derby, míg a 12103–12138-as pályaszámú mozdonyokat a BR Darlington gyártotta.

### Exportmozdonyok
Az English Electric 105 közel azonos mozdonyt gyártott a Nederlandse Spoorwegen (NS) számára, ami az 500-as és 600-as sorozatába osztotta be azokat. Az 500-as sorozat a brit hadügyminisztérium állományából eladott 501–510 pályaszámú egységeken felül a közvetlenül az NS-nek gyártott 511–545 pályaszámú mozdonyokból állt. Az English Electric 1950 és 1957 között hatvanöt 600-as sorozatú mozdonyt épített 601–665-ös pályaszámmal a Dick, Kerr & Co. (601–610) prestoni és a Vulcan Foundry (611–665) Newton-le-Willows-i üzemeiben. Egy további 15 mozdonyból álló tételt motor nélkül exportáltak, hogy Hollandiában szerelhessék fel őket motorral. Ezek a 701–715 pályaszámot kapták.
Egy másik exportmegrendelés Ausztráliába szólt, aminek  értelmében 1951-ben 16 mozdonyt gyártottak, azonban a többi mozdonnyal ellentétben ezeket 1600 mm-es nyomtávolsághoz igazították. A Victorian Railways tíz darabot vásárolt, ezeket az F sorozatba osztotta be, a State Electricity Commission of Victoria pedig hat mozdonyt vásárolt a Victorian Railways pályáihoz csatlakozó mellékvágányokon való tolatási feladatok ellátására.
A 11 sorozat egyik példányát a brit katonák szállítására építették az egykoron náci megszállás alatt állt országokban. A felszabadulás időszakában Franciaországot, Belgiumot és Hollandiát is megjárta, mielőtt végül Németországba került. Ezt követően a brit csapatok szállítására és tolatási feladatok ellátásra használták, illetve alkalmanként mellékvonalon is közlekedett, amíg 1953-ban ki nem vonták a szolgálatból. Ennek oka az volt, hogy a háború után az újonnan alapított Deutsche Bundesbahn elkezdte kiépíteni mozdonyparkját. Az erősebb német mozdonyok megjelenésével a 11 sorozatú gépeket egyre kevésbé használták. A mozdony 1957-ig a nyugat-németországi Hamm városának mozdonyházában állt, amíg a Danske Statsbaner meg nem vásárolta. Ezután DSB ML 6 pályaszámot kapta, és a dán dízel tolatómozdonyok sötétzöld színére festették. 1973-ig Koppenhágában látott el tolatási feladatokat, majd törölték az állományból és 1974-ben Hedehusene-ben feldarabolták.

### Műszaki részletek
A típusba az English Electric hathengeres, négyütemű „6KT” típusú dízelmotorját, illetve kettő darab „EE506” típusú marokcsapágyas vontatómotorját szerelték 21,7:1 áttételezésű kettős áttételű hajtóművel. A főgenerátor egy English Electric „EE801”.

## Törlés a British Railways állományából
A British Railways 106 mozdonyát 1967 májusa és 1972 novembere között vonták ki az állományból.
| Év   | Az év elején aktív egységek száma | Állományból törölt egységek száma | Pályaszám |
| ---- | --------------------------------- | --------------------------------- | --- |
| 1967 | 106                               | 5                                 | 12068, 12104/07/23/29                                                                                        |
| 1968 | 101                               | 17                                | 12034–37/39–44/72, 12119–20/24/26/37–38                                                                      |
| 1969 | 84                                | 24                                | 12033/38/45–48/57/59/64/66–67/70/86/92/95, 12100/12/16–17/25/31/33/35                                        |
| 1970 | 60                                | 11                                | 12050/54/62/81/89/91, 12101/06/14–15/28                                                                      |
| 1971 | 49                                | 40                                | 12049/51–53/55–56/58/60–61/65/69/71/73 12075–78/80/82–85/87–88/90/93–94/97–99, 12102–03/05/08/11/18/21–22/36 |
| 1972 | 9                                 | 10                                | 12063/74/79, 12103/09–10/27/30/32/34                                                                         |

1. ↑  Baleseti károk miatt
2. ↑  Januárban visszavették, majd júniusban ismét kivonták az állományból

## Használat a British Railways után
Tizenhat mozdonyt eladtak a National Coal Boardnak, ami North East Englandben, Dél-Walesben és a Kent Coalfielden alkalmazta azokat.
| Pályaszám | Vállalat                                              | Állapot                                |
| --------- | ----------------------------------------------------- | -------------------------------------- |
| 12049     | Day & Son, Brentford Town Goods Depot                 | Selejtezve                             |
| 12052     | National Coal Board (NCB), Widdrington Disposal Plant | Selejtezve                             |
| 12054     | A.R. Adams Ltd., Newport Docks                        | Selejtezve                             |
| 12060     | NCB, Philadelphia Loco Shed                           | Selejtezve                             |
| 12061     | NCB, Natgarw Coking Plant                             | Selejtezve                             |
| 12063     | NCB, Natgarw Coking Plant                             | Selejtezve                             |
| 12071     | NCB, Natgarw Coking Plant                             | Selejtezve                             |
| 12074     | NCB, Swalwell Disposal Point                          | Selejtezve                             |
| 12074     | Harry Needle Railroad Company (HNRC)                  | Selejtezve                             |
| 12082     | U.K.F. Fertilisers Ltd., Ince Marshes                 | Selejtezve                             |
| 12083     | Tilcon Ltd., Swinden Limeworks, Skipton               | Megőrizve a Battlefield Line Railwayen |
| 12084     | NCB, Bates Colliery                                   | Selejtezve                             |
| 12088     | NCB, Swalwell Disposal Point                          | Megőrizve az Aln Valley Railwayen      |
| 12088     | HNRC                                                  | Megőrizve az Aln Valley Railwayen      |
| 12093     | NCB, Widdrington Disposal Point                       | Selejtezve                             |
| 12098     | NCB, Philadelphia Loco Shed                           | Selejtezve                             |
| 12098     | HNRC                                                  | Selejtezve                             |
| 12099     | NCB, British Oak Disposal Point                       | Megőrizve a Severn Valley Railwayen    |
| 12119     | NCB, Philadelphia Loco Shed                           | Selejtezve                             |
| 12122     | NCB, British Oak Disposal Point                       | Selejtezve                             |
| 12131     | NCB, Snowdown Colliery                                | Megőrizve a North Norfolk Railwayen    |
| 12133     | NCB, Philadelphia Loco Shed                           | Selejtezve                             |

## Megőrzött példányok

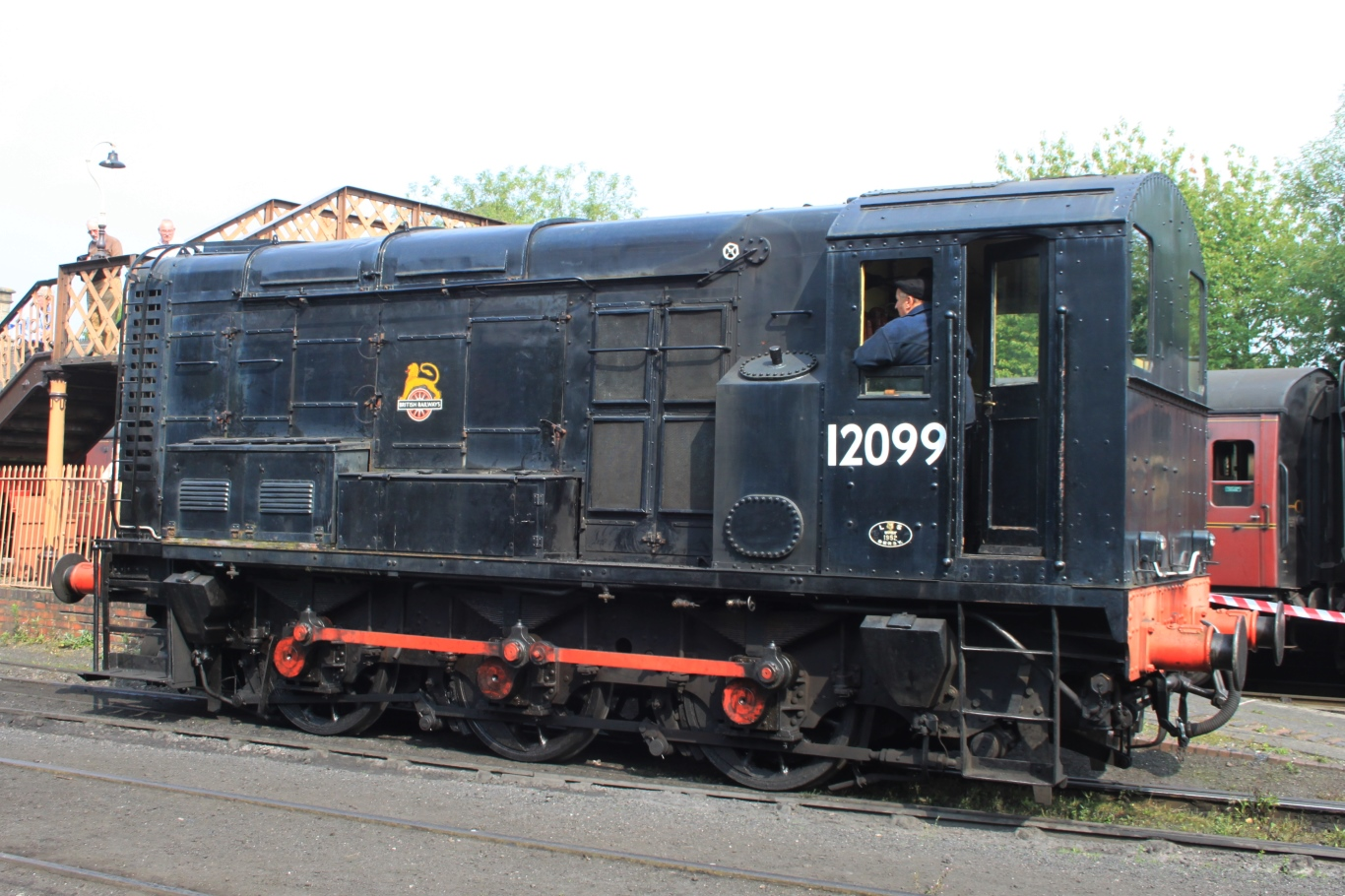
A 12099 a Severn Valley Railwayen került megőrzésre

A London, Midland and Scottish Railway számára gyártott egységek közül mindössze egyet őriztek meg:
- AD601 − Lakeside and Haverthwaite Railway

A következő British Railways számára gyártott egységek kerültek megőrzésre:
- 12052 − Caledonian Railway
- 12077 − Midland Railway – Butterley
- 12083 − Battlefield Line Railway
- 12088 − Aln Valley Railway
- 12093 − Caledonian Railway
- 12099 − Severn Valley Railway
- 12131 − North Norfolk Railway
- 12049 (átszámozott 12082) − Watercress Line. Egy időben a 01553 pályaszámon volt regisztrálva a TOPS 01/5 sorozatban, ez idő alatt mindkét számot viselte, és a Harry Needle Railroad Company tulajdonában volt. 2010 októberében átszámozták a 12049-es pályaszámra és a British Railways zöld színére festették, a British Railways késői címerével, de citromsárga-fekete végek nélkül. Ez az eredeti 12049-es pályaszámú Mid-Hants-mozdony pótlására szolgált, amelyet selejteztek, miután 2010. július 26-án egy mozdonyházi tűzben katasztrofális károkat szenvedett.[1]

## Fordítás
- Ez a szócikk részben vagy egészben  a   British Rail Class 11 című angol Wikipédia-szócikk ezen változatának fordításán alapul.  Az eredeti cikk szerkesztőit annak laptörténete sorolja fel. Ez a jelzés csupán a megfogalmazás eredetét és a szerzői jogokat jelzi, nem szolgál a cikkben szereplő információk forrásmegjelöléseként.